# Station Miwa
Station Miwa (三輪駅, Miwa-eki) is een spoorwegstation in de Japanse stad Sakurai. Het wordt aangedaan door de Sakurai-lijn (Manyō-Mahoroba-lijn). Het station heeft twee sporen, gelegen aan twee zijperrons.

## Treindienst

### JR West
| Stationszijde | ■ Sakurai-lijn | richting Tenri en Nara     |
| Overzijde     | ■ Sakurai-lijn | richting Sakurai en Takada |

## Geschiedenis
Het station werd in 1898 geopend.

## Stationsomgeving
- Ōmiwa-schrijn

Nara · Kyōbate · Obitoke · Ichinomoto · Tenri · Nagara · Yanagimoto · Makimuku · Miwa · Sakurai · Kaguyama · Unebi · Kanahashi · Takada